# 900ª Brigata di fanteria "Kfir"
La brigata Kfir (in ebraico:חטיבת כפיר, precedentemente conosciuta come brigata 900) è una delle brigate entrate a far parte più di recente del corpo di fanteria della 162ª divisione (Utzvat Ha'Plada) del comando regionale centrale delle Forze di Difesa Israeliane.
I battaglioni di fanteria  (conosciuti come “battaglioni 90„), creati negli anni novanta come forze in affiancamento alla fanteria leggera, sono stati unificati il 6 dicembre 2005 in una singola brigata di servizio comandata dal colonnello Eyal Nosovski.
Anche se la brigata Kfir è formalmente parte della 162ª divisione, ogni suo battaglione è in realtà subordinato operativamente alle brigate regionali della divisione di Cisgiordania, nelle quali occupano il ruolo di forze di intervento rapido:
- il 90º battaglione Nahshon, subordinato alla brigata Ephraim;
- il 92º battaglione Shimshon, subordinato alla brigata Etzion;
- il 93º battaglione Haruv, subordinato alla brigata Shomron;
- il 94º battaglione Duchifat, subordinato alla brigata Binyamin;
- il 96º battaglione Lavi, subordinato alla brigata Yehuda;
- il 97º battaglione Netzah Yehuda, subordinato alla brigata Jordan Valley.